# Саша Гітрі
Саша Гітрі (фр. Sacha Guitry, повне ім'я: Александр Жорж-П'єр Гітрі (Alexandre Georges-Pierre Guitry); нар. 21 лютого 1885, Санкт-Петербург — пом. 24 липня 1957, Париж) — французький актор, режисер, драматург, сценарист. Один з найвідоміших французьких кінорежисерів 1930—1950-х років.

## Життєпис
Син відомого в Російській імперії комедійного актора Люсьєна Гітрі (1860—1925). Люсьєн назвав сина на честь хрещеного батька, яким був російський імператор Олександр III. Сім'я Гітрі була знайома з такими відомими французькими діячами культури, як Жуль Ренар і Едмон Ростан. З п'яти років Саша Гітрі грав на сцені, з 1914-го — у трупі свого батька. Автор низки п'єс, оперет, які сам ставив, грав у них і значну частину екранізував. З розвитком кінематографу (особливо звукового) дедалі більше уваги приділяв кіномистецтву, хоча як драматург і комедіограф писав багато творів і для театру. Уперше знявся в кіно 1917 року («Роман любові та пригод», фр. Un roman d'amour et d'aventures). Перший фільм поставив 1919 року — «Наші».
Найвідоміші фільми за участю Гітрі: «Пастер» (1935) і «Роман шулера» (фр. Le roman d'un tricheur, 1936). «Роман шулера» створено на основі власної повісті, комедія оповідає про проворного шахрая, ошуканця, який після багатьох пригод вирішив виправитися. Гітрі показав у фільмі численні задоволення та дилеми, які пропонує життя, а головне смислове навантаження падає на монологи головного героя (цю роль зіграв Гітрі). Згодом американський режисер Орсон Веллс визнав, що свій знаменитий фільм «Громадянин Кейн» (1941) створив під впливом фільму Гітрі.
Як режисер поставив, зокрема, картини «Якби мені розповіли про Версаль» (1956) і «Вбивці та злодії» (1956).
Кінокритик Жак Лурселль назвав Сашу Гітрі одним із найкращих французьких кінорежисерів звукової епохи.

## Фільмографія

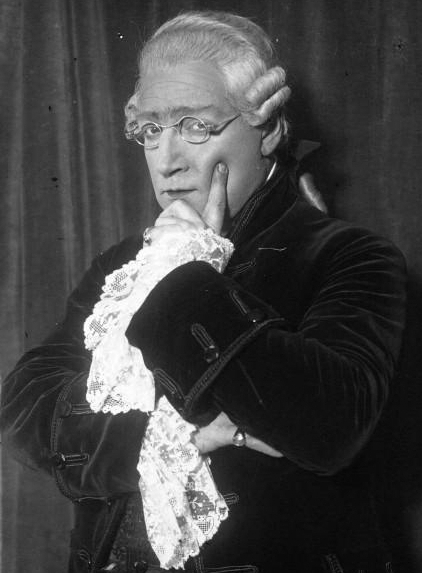
Саша Гітрі у гримі Моцарта, 1926

Сценарист, режисер та продюсер
| Рік  | Назва українською                 | Оригінальна назва                   | Сценарист | Режисер | Продюсер |
| ---- | --------------------------------- | ----------------------------------- | --------- | ------- | -------- |
| 1915 | Наші                              | Ceux de chez nous                   |           | Так     | Так      |
| 1918 | Роман про кохання і пригоди       | Un roman d'amour et d'aventures     | Так       |         |          |
| 1931 | Біле і чорне                      | Le blanc et le noir                 | Так       |         |          |
| 1935 | Пастер                            | Pasteur                             | Так       | Так     |          |
| 1935 | Удачі!                            | Bonne chance!                       | Так       | Так     |          |
| 1936 | Новий заповіт                     | Le nouveau testament                | Так       | Так     |          |
| 1936 | Роман шулера                      | Le roman d'un tricheur              | Так       | Так     |          |
| 1936 | Мій батько був правий             | Mon père avait raison               | Так       | Так     |          |
| 1936 | Помріємо...                       | Faisons un rêve...                  | Так       | Так     |          |
| 1937 | Перлини корони                    | Les perles de la couronne           | Так       | Так     |          |
| 1937 | Дезіре                            | Désiré                              |           | Так     |          |
| 1938 | Кадриль                           | Quadrille                           | Так       | Так     |          |
| 1938 | Пройдемося по Єлисейських Полях   | Remontons les Champs-Élysées        | Так       | Так     |          |
| 1939 | Жили собі дев'ять холостяків      | Ils étaient neuf célibataires       | Так       | Так     |          |
| 1942 | Дивовижна доля Дезіре Кларі       | Le destin fabuleux de Désirée Clary | Так       | Так     |          |
| 1943 | Подаруй мені твої очі             | Donne-moi tes yeux                  | Так       | Так     |          |
| 1943 | Малібран                          | La Malibran                         | Так       | Так     |          |
| 1944 | Від Жанни д'Арк до Філіппа Петена | De Jeanne d'Arc à Philippe Pétain   |           | Так     |          |
| 1947 | Комедіант                         | Le comédien                         | Так       | Так     |          |
| 1948 | Кульгавий диявол                  | Le diable boiteux                   | Так       | Так     |          |
| 1949 | У двох голубок                    | Aux deux colombes                   | Так       | Так     |          |
| 1949 | Toa                               | Toâ                                 | Так       | Так     |          |
| 1950 | Скарб Кантенака                   | Le trésor de Cantenac               | Так       | Так     |          |
| 1950 | Ти врятував мені життя            | Tu m'as sauvé la vie                | Так       | Так     |          |
| 1951 | Дебюро                            | Deburau                             | Так       | Так     |          |
| 1951 | Адемар, або Іграшка долі          | Adhémar ou le jouet de la fatalité  | Так       |         |          |
| 1951 | Отрута                            | La Poison                           | Так       | Так     |          |
| 1952 | Я був ним три рази                | Je l'ai été trois fois              | Так       | Так     |          |
| 1952 | Життя порядної людини             | La vie d'un honnête homme           | Так       | Так     |          |
| 1953 | Якби мені розповіли про Версаль   | Si Versailles m'était conté         | Так       | Так     | Так      |
| 1954 | Наполеон                          | Napoléon                            | Так       | Так     |          |
| 1955 | Якби нам розповіли про Париж      | Si Paris nous était conté           | Так       | Так     |          |
| 1956 | Убивці та злодії                  | Assassins et voleurs                | Так       | Так     |          |
| 1957 | Три чоботи — пара                 | Les 3 font la paire                 | Так       | Так     |          |
| 1958 | Життя удвох                       | La vie à deux                       | Так       |         |          |
| 1960 | Злодій                            | Au voleur!                          | Так       |         |          |

Актор
| Рік  |    | Українська назва                 | Оригінальна назва                   | Роль                        |
| ---- | -- | -------------------------------- | ----------------------------------- | --------------------------- |
| 1918 | ф  | Роман про кохання і пригоди      | Un roman d'amour et d'aventures     | Жан Сарразен / Жак Сарразен |
| 1924 | ф  | Провидець                        | La voyante                          |                             |
| 1926 | кф | Дама з камеліями                 | Camille                             | Манша і Зарагоса            |
| 1935 | ф  | Пастер                           | Pasteur                             | Луї Пастер                  |
| 1935 | ф  | Удачі!                           | Bonne chance!                       | Клод                        |
| 1936 | ф  | Новий заповіт                    | Le nouveau testament                | лікар Марселін              |
| 1936 | ф  | Роман шулера                     | Le roman d'un tricheur              |                             |
| 1936 | ф  | Мій батько був правий            | Mon père avait raison               | Шарль Белланже              |
| 1936 | ф  | Помріємо...                      | Faisons un rêve...                  | коханець                    |
| 1937 | ф  | Перлини корони                   | Les perles de la couronne           | Баррас / Наполеон III       |
| 1937 | ф  | Дезіре                           | Désiré                              | Дезіре                      |
| 1938 | ф  | Кадриль                          | Quadrille                           | Філіпп де Моранн            |
| 1938 | ф  | Пройдемося по Єлисейських Полях  | Remontons les Champs-Élysées        | учитель Людовика XV         |
| 1939 | ф  | Жили собі дев'ять холостяків     | Ils étaient neuf célibataires       | Жае Лекуйє                  |
| 1942 | ф  | Дивовижна доля Дезіре Кларі      | Le destin fabuleux de Désirée Clary | Наполеон I                  |
| 1943 | ф  | Подаруй мені твої очі            | Donne-moi tes yeux                  | Франсуа                     |
| 1943 | ф  | Малібран                         | La Malibran                         | Ежен Малібран               |
| 1944 | ф  | Від Жанни д'Арк до Філіпа Петена | De Jeanne d'Arc à Philippe Pétain   | оповідач                    |
| 1947 | ф  | Комедіант                        | Le comédien                         | Люсьєн Гітрі, камео         |
| 1948 | ф  | Кульгавий диявол                 | Le diable boiteux                   | Талейран                    |
| 1949 | ф  | У двох голубок                   | Aux deux colombes                   | метр Жан-П'єр Волтер        |
| 1949 | ф  | Тоа                              | Toâ                                 | Мішель Денуаї               |
| 1950 | ф  | Ти врятував мені життя           | Tu m'as sauvé la vie                | барон де Сен-Рамбер         |
| 1951 | ф  | Дебюро                           | Deburau                             | Жан-Гаспар Дебюро / камео   |
| 1952 | ф  | Я був ним три рази               | Je l'ai été trois fois              | Жан Ренневаль               |
| 1953 | ф  | Якби мені розповіли про Версаль  | Si Versailles m'était conté         | Людовик XIV                 |
| 1954 | ф  | Наполеон                         | Napoléon                            | Шарль Моріс де Талейран     |
| 1955 | ф  | Якби нам розповіли про Париж     | Si Paris nous était conté           | Людовик XI                  |